# Prix littéraire Simone-Veil
 (novembre 2024).
Le prix Simone-Veil est un prix littéraire français,,, créé en 2012 par l'Association Cocktail & Culture.
Il récompense un ouvrage de littérature écrit par une femme (roman, essai, histoire) ayant comme intérêt principal de faire connaître ou de révéler une ou des femmes marquantes, engagée(s) ou non, de leur époque. Il doit faire écho à la personnalité, aux idées et travaux de Simone Veil.
Il est remis par Jean Veil et Pierre-François Veil.
Il est décerné chaque année au cours du Salon des femmes de lettres au Cercle national des armées, parrainé par Jean-Marie Rouart, de l'Académie française. Il a été remis pour la première fois le 31 mai 2012.
Il bénéficie du soutien de la Fondation Daniel-Iagolnitzer sous l'égide de la Fondation de France.
Plusieurs prix sont décernés : le prix Simone-Veil, le prix des Femmes de lettres, le prix de la Mairie du 8e arrondissement, remis par le maire du 8e arrondissement de Paris et le prix Cocktail & Culture.

## Lauréates
Lauréates du prix Simone-Veil 2024,,
- Prix Simone-Veil : Abnousse Shalmani, J'ai péché, péché dans le plaisir
- Prix des Femmes de lettres : Cécile Chabaud, De femme et d'acier
- Prix de la Mairie du 8e : Emmanuelle Favier, Le livre de Rose
- Prix Cocktail & Culture : Evelyne Bloch-Dano, Violette et Stella et Tatiana de Rosnay, Poussière Blonde

Lauréates du prix Simone-Veil 2023 :
- Prix Simone-Veil : Félicité Herzog, Une brève libération
- Prix des Femmes de lettres : Julia Minkowski, Par-delà l'attente
- Prix de la Mairie du 8e : Nicole Bacharan, La plus résistante de toutes
- Coup de cœur du Jury : Elizabeth Gouslan, Scandaleuse Sarah

Lauréates du prix Simone-Veil 2022 :
- Prix Simone-Veil : Yseult Williams, On l'appelait Maïco
- Prix des Femmes de lettres[10] : Justine Lévy, Son fils
- Prix de la Mairie du 8e : Patricia Bouchenot-Déchin, J'ai l'énergie d'une lionne dans un corps d'un oiseau

Lauréates du prix Simone-Veil 2019,:
- Prix Simone-Veil (ex aequo) : Mathilde Hirsch et Florence Noiville, Nina Simone, love me or leave me
- Prix Simone-Veil (ex aequo) : Dominique de Saint-Pern, Edmonde
- Prix de la Mairie du 8e : Vanessa Bamberger, Alto Braco

Lauréates du prix Simone-Veil 2018,:
- Prix Simone-Veil : Yan Lan, Chez les yan, une famille au cœur d'un siècle d'histoire chinoise
- Prix Coup de cœur du jury 2018 : Séverine Auffret, Une histoire du féminisme
- Prix de la Mairie du 8e : Marion Van Renterghem, Angela Merkel, l’ovni politique

Lauréates du prix Simone-Veil 2017,, :
- Prix Simone-2017 : Theresa Révay, La vie ne danse qu'un instant
- Prix Simone-Veil, catégorie essai : Sabine Melchior-Bonnet, Les Grands Hommes et leur mère
- Prix spécial du jury : Marie-Ève Lacasse, Peggy dans les phares
- Prix de la Mairie du 8e : Diane Ducret, Les Indésirables

Lauréates du prix Simone-Veil 2016 :
- Prix Simone-Veil : Isabelle Spaak, Une allure folle
- Prix spécial du jury : Christel Mouchard, Gertrude Bell, archéologue, aventurière, agent secret
- Prix spécial de la Mairie du 8e : Alexandra Lapierre, Moura, la mémoire incendiée
- Mention spéciale : Sarah Briand, Simone Veil, éternelle rebelle

Lauréates du prix Simone-Veil 2015 :
- Prix Simone-Veil : Tania de Montaigne, Noire : La Vie méconnue de Claudette Colvin[18],[19],[20]
- Prix spécial du jury : Laure Hillerin, La Comtesse Greffulhe. L'Ombre des Guermantes[18],[19],[20]
- Prix spécial de la Mairie du 8e : Natacha Henry, Les Sœurs savantes. Marie Curie et Bronia Dluska[18],[19],[20]

Lauréates du prix Simone-Veil 2014 :
- Prix Simone-Veil : Pascale Hugues, La Robe de Hannah. Berlin 1904-2014[21]
- Prix spécial du jury : Emmanuelle de Boysson, Le Temps des femmes. Oublier Marquise[22]
- Prix spécial de la Mairie du 8e : Élisabeth Barillé, Un amour à l'aube. Amedeo Modigliani et Anna Akhmatova

Lauréates du prix Simone-Veil 2013 :
- Prix Simone-Veil : Isabelle Stibbe, Bérénice 34-44
- Prix spécial du jury : France Cavalié, Restons-en là

Lauréates du prix Simone-Veil 2012 :
- Prix Simone-Veil : Françoise Héritier, Le Sel de la vie
- Prix spécial du jury : Dominique Bona, Les Sœurs Rouart

## Membres du Jury
2012
- Éliette Abécassis
- Marie Billetdoux
- Huguette de Broqueville
- Chantal Chawaf
- Irène Frain
- Michèle Kahn
- Vénus Khoury-Ghata
- Kenizé Mourad
- Guillemette de Sairigné

2013
- Marie Billetdoux
- Huguette de Broqueville
- Martine Carroz
- Cécilia Dutter
- Françoise Héritier (lauréate 2012)
- Irène Frain
- Michèle Kahn
- Vénus Khoury-Ghata
- Kenizé Mourad
- Guillemette de Sairigné

2014
- Marie Billetdoux
- Huguette de Broqueville
- France Cavalié (lauréate 2013)
- Cécilia Dutter
- Irène Frain
- Christelle Gallé
- Alix Girod de l'Ain
- Michèle Kahn
- Kenizé Mourad
- Guillemette de Sairigné
- Isabelle Stibbe (lauréate 2013)

2015
- Marie Billetdoux
- Emmanuelle de Boysson
- Huguette de Broqueville
- Cécilia Dutter
- Irène Frain
- Christelle Gallé
- Alix Girod de l'Ain
- Michèle Kahn
- Anaïs Jeanneret
- Kenize Mourad
- Guillemette de Sairigné

2016
- Marie Billetdoux
- Emmanuelle de Boysson
- Cécilia Dutter
- Irène Frain
- Christelle Gallé
- Alix Girod de l'Ain
- Michèle Kahn
- Anaïs Jeanneret
- Tania de Montaigne (lauréate 2015)
- Kenize Mourad
- Luce Perrot
- Guillemette de Sairigné

2017
- Marie Billetdoux
- Ariane Bois
- Emmanuelle de Boysson
- Cécilia Dutter
- Irène Frain
- Anne Fulda
- Christelle Gallé
- Alix Girod de l'Ain
- Michèle Kahn
- Anaïs Jeanneret
- Kenize Mourad
- Luce Perrot
- Guillemette de Sairigné
- Isabelle Spaak (lauréate 2016)

2018
- Marie Billetdoux
- Ariane Bois
- Emmanuelle de Boysson
- Cécilia Dutter
- Irène Frain
- Anne Fulda
- Alix Girod de l'Ain
- Michèle Kahn
- Céline Lacourcelle
- Kenize Mourad
- Luce Perrot
- Theresa Révay (lauréate 2017)
- Guillemette de Sairigné
- Valérie Toranian

2019
- Marie Billetdoux
- Ariane Bois
- Emmanuelle de Boysson
- Cécilia Dutter
- Irène Frain
- Anne Fulda
- Alix Girod de l'Ain
- Michèle Kahn
- Céline Lacourcelle
- Yan Lan (lauréate 2018)
- Kenize Mourad
- Luce Perrot
- Guillemette de Sairigné
- Valérie Toranian

2022
- Marie Billetdoux
- Ariane Bois
- Emmanuelle de Boysson
- Cécilia Dutter
- Irène Frain
- Anne Fulda
- Alix Girod de l'Ain
- Mathilde Hirsch (lauréate 2019)
- Michèle Kahn
- Kenize Mourad
- Florence Noiville (lauréate 2019)
- Luce Perrot
- Dominique de Saint-Pern (lauréate 2019)
- Guillemette de Sairigné
- Valérie Toranian

2023
- Marie Billetdoux
- Ariane Bois
- Patricia Bouchenot-Déchin (lauréate 2022)
- Emmanuelle de Boysson
- Cécilia Dutter
- Irène Frain
- Anne Fulda
- Alix Girod de l'Ain
- Michèle Kahn
- Justine Lévy (lauréate 2022)
- Kenize Mourad
- Luce Perrot
- Guillemette de Sairigné
- Valérie Toranian
- Yseult Williams (lauréate 2022)

2024
- Marie Billetdoux
- Nicole Bacharan (lauréate 2023)
- Ariane Bois
- Emmanuelle de Boysson
- Cécilia Dutter
- Irène Frain
- Anne Fulda
- Alix Girod de l'Ain
- Félicité Herzog (lauréate 2023)
- Michèle Kahn
- Julia Minkowski (lauréate 2023)
- Kenize Mourad
- Luce Perrot
- Guillemette de Sairigné
- Valérie Toranian

La présélection des ouvrages est assurée par le comité littéraire de Cocktail et Culture. Les lauréates de l’année précédente se joignent au jury de l’année suivante.